# Tarun Bharat Sangh
Tarun Bharat Sangh (TBS) es una organización no gubernamental con sede en Rayastán, India, y liderada por Rajendra Singh. Se han hecho célebres por sus investigaciones ecológicas y desarrollo de la tierra, para proporcionar agua potable y fresca a la población hindú.

## Historia

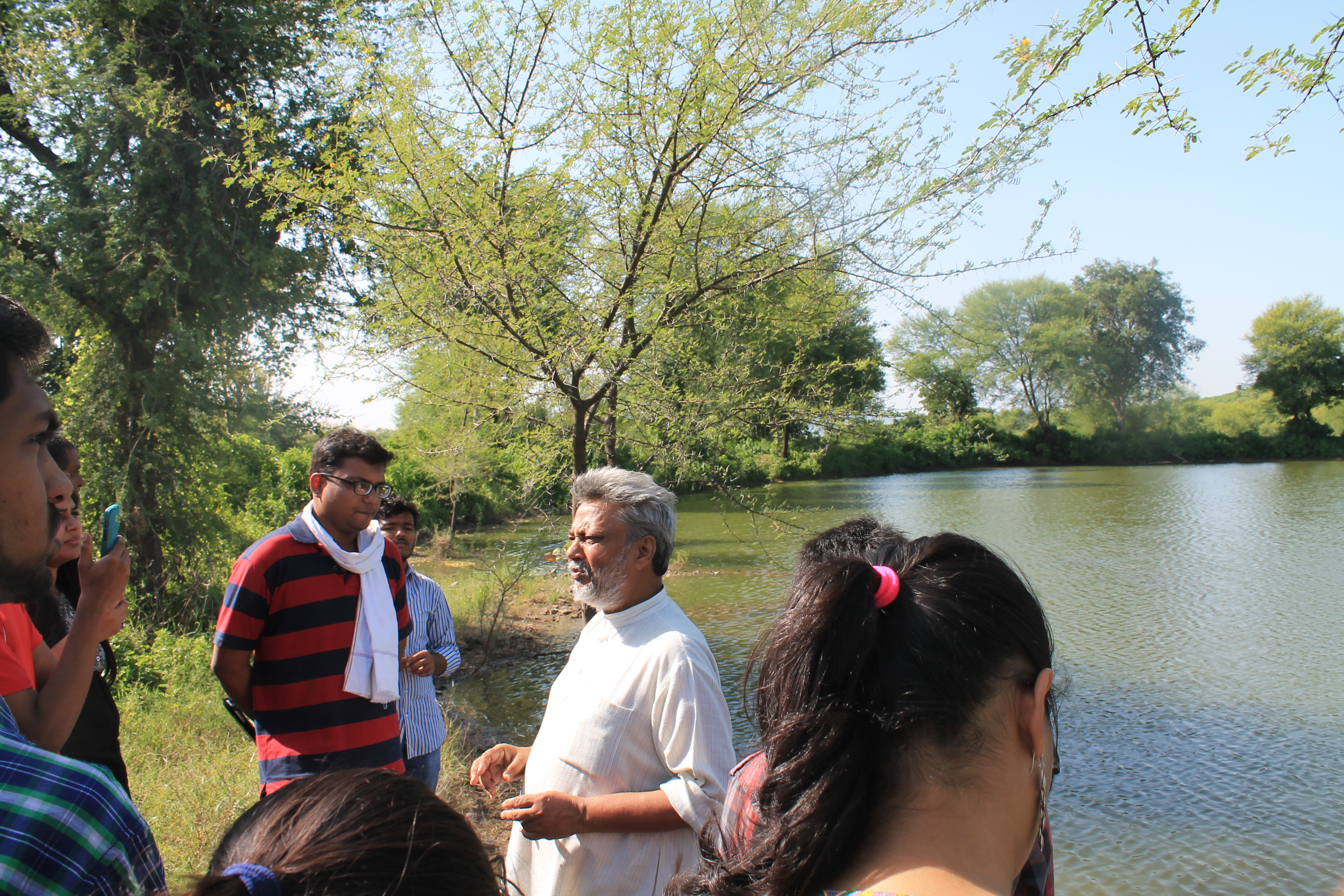
Rajendra Singh, líder de Tarun Bharat Sangh, explicando el uso de Johad a estudiantes de la Universidad TERI en el distrito de Alwar, Rayastán

Tarun Bharat Sangh fue fundado en 1975 en Jaipur por un grupo de estudiantes y profesores de la Universidad de Rayastán. En 1985, el enfoque de la organización cambió cuando cuatro jóvenes miembros fueron a vivir en la zona rural de Alwar, para educar a los niños del lugar y fomentar el desarrollo rural. De aquellos cuatro jóvenes, Rajendra Singh permaneció en la zona cuando los otros tres se fueron. Consultó a la población sobre que era lo que más necesitaban, y descubrió que ellos necesitaban un fácil acceso al agua. Junto con los pobladores, organizó la construcción de un johad, el cual es un tanque de almacenamiento tradicional de agua fluvial.

## Actividad
Durante las dos últimas décadas, el TBS ha construido 402 estructuras sobre una área de 500 kilómetros cuadrados en una zona árida de Rayastán para rejuvenecer el río, aumentando el suministro de agua hacia los pueblos de la región circundante, por medio de pozos de tubos y perforados. A lo largo de los años, el TBS ha construido estructuras que almacenan agua de lluvia, la cual reemplaza el agua subterránea y restaura la ecología de 1 200 pueblos semiáridos en Rayastán. Desde 2002, se ha estado realizando labores similares en otras provincias de la India.
El Informe Mundial de las Naciones Unidas sobre el Desarrollo de Recursos Hídricos (WWDR) publicado en marzo de 2018, destacó al TBS establecido en Alwar por el bajo costo, no solo para conservar el agua, sino que también para mejorar las condiciones socioeconómicas de las poblaciones rurales en donde alcanza el agua potable.